# Eduard Seitz
Franz Joseph Eduard Seitz (* 12. März 1814 in Dorheim; † 28. September 1868 in Berlin) war ein hessischer Richter und Politiker (Kirchlich-Konservativ) und ehemaliger Abgeordneter der 2. Kammer der Landstände des Großherzogtums Hessen.

## Leben
Eduard Seitz war der Sohn des Landrates in Vilbel, Joseph Aloys Seitz (1782–1851) und dessen Frau Anna Maria geborene Schmitt. Die Familie war römisch-katholisch. Eduard Seitz heiratete am 27. Mai 1852 in Darmstadt Emilie Freiin Röder von Diersburg.
Eduard Seitz studierte ab 1831 Rechtswissenschaft in Göttingen und ab 1834 in Gießen. 1835 schloss er das Studium mit der Promotion zum Dr. jur. ab. 1844 war er Assessor am Stadtgericht Gießen und ab 1848 am Hofgericht Gießen. 1850 wechselte er in gleicher Funktion in das Hofgericht Darmstadt. 1851 wurde er dort Hofgerichtsrat. Ab 1853 wirkte er als Generalstaatsprokurator am Obergericht Mainz. 1865 wurde er zum Geheimrat ernannt. 1866 wurde er kurzfristig pensioniert und 1867 zum Generalstaatsprokurator am Oberappellations- und Kassationsgericht Darmstadt ernannt.

## Politik
Eduard Seitz war führender Politiker der hessischen Katholiken (siehe Zentrumspartei Hessen). Im 10. Landtag (1847) war er Abgeordneter der Zweiten Kammer der Landstände des Großherzogtums Hessen. In den Landständen vertrat er den Wahlbezirk Oberhessen 7 / Schotten als Nachfolger von Heinrich Fresenius. In der 15. bis 16. Wahlperiode (1856–1862) war er Abgeordneter des Wahlbezirks Rheinhessen 4 / Nieder-Olm, in der 17. Wahlperiode (1863–1865) des Wahlbezirks Starkenburg 4 / Seligenstadt als Nachfolger von Johann David Wissel und in der 19. Wahlperiode (1863–1865) des Wahlbezirks Starkenburg 11 / Heppenheim als Nachfolger von Arnold von Biegeleben.

## Werke (Auszug)
- 1838: Der Erzbischof von Cöln, Clemens August v. Droste-Vischering, in seinem Verhältniß zur römischen Curie und zum Cabinet von Berlin.
- 1840–1854: Der kirchliche Verkehr zwischen Katholiken und Protestanten und die Discordanz zwischen der Staats- und katholischen Kirchengewalt.
- 1842 bis 1848: Beiträge in der Zeitschrift für Kirchenrechts- und Pastoralwissenschaft.
- Novellen, Gedichte, Aufsätze in Zeitschriften